# Johann Peter Kellner
Johann Peter Kellner (Gräfenroda, 28 september 1705 - aldaar, 19 april 1772) was een Duits organist en componist.

## Biografie
Hij was een leerling van Johann Sebastian Bach en werkte samen met hem; ook bewerkte en vermenigvuldigde hij composities van resp. voor Bach. Zo is hij de vermoedelijke componist van het bekende werk Toccata en Fuga in d-moll. Tevens was hij orgelbouwer. De stad Gräfenroda vierde in 2005 het Johann Peter Kellner-jaar ter ere van zijn 300e geboortedag; het door hem daar in 1736 gebouwde "witte" orgel werd gerestaureerd.